# Insidious – A testen kívüli
Az Insidious – A testen kívüli (eredeti cím: Insidious) 2010-ben bemutatott amerikai természetfeletti horrorfilm, az Insidious-filmek első, időrendi sorrendben a harmadik része.
A filmet Leigh Whannell forgatókönyve alapján James Wan rendezte. A főbb szerepekben Patrick Wilson, Rose Byrne és Barbara Hershey látható. A történet szerint egy házaspár kisfia megmagyarázhatatlan módon kómába esik és testét az azt megszállni akaró gonosz lelkek támadják meg. 
Premierje 2010. szeptember 14-én volt a Torontói Nemzetközi Filmfesztiválon és 2011. április 1-jén került az amerikai mozikba, a FilmDistrict forgalmazó cég első bemutatott filmjeként.
A film jól teljesített a jegypénztáraknál: a mindössze 1,5 millió dolláros költségvetésből készült horror világszerte 97 millió dolláros bevételt ért el és 2011 egyik legjövedelmezőbb filmje lett. A filmkritikák ezzel szemben megosztottabbak voltak.
Az Insidious – A testen kívülit egy 2013-as folytatás (Insidious – A gonosz háza) és két előzményfilm – Insidious – Gonosz lélek (2015), Insidious – Az utolsó kulcs (2018) – követte.

## Cselekmény
A házaspár Josh és Renai Lambert fiaikkal, Daltonnal és Fosterrel, valamint csecsemő kislányukkal, Calival új otthonukba költöznek. Egyik éjjel Daltont a padlásra vonzza, majd megrémíti valami és a kisfiú másnap váratlanul kómába esik. Három hónapnyi eredménytelen orvosi kezelést követően Lamberték hazaviszik a fiút. Nem sokkal később paranormális jelenségek tűnnek fel a házban. Renai furcsa hangokat hall Cali babafigyelő készülékéből, noha rajta kívül senki nem tartózkodik otthon. Foster elmondja, hogy Dalton álmában sétálni szokott. Renai egy rémisztő alakot vesz észre Cali szobájában és megmagyarázhatatlan módon a riasztó is bekapcsol. Miután egy véres kéznyomot talál Dalton lepedőjén, kérdőre vonja férjét, de ő nem foglalkozik a furcsaságokkal. Aznap éjjel egy groteszk rémalak megtámadja Renait, ezután a Dalton család a költözés mellett dönt.
Új otthonukban is folytatódnak a bizarr események, többek között Renai szemtanúja lesz egy fiatal fiú szellemalakjának. Josh édesanyja, Lorraine meglátogatja Daltonékat és elmeséli, hogy álmában egy sötét alakot látott Dalton szobájában – abban a pillanatban ismét meglátja a teremtményt és Dalton szobáját is feldúlja egy ismeretlen erő. Lorraine a démonológia szakértőihez, Elise Reinerhez, Specshez és Tuckerhez fordul segítségért. Elise megérzi a gonosz jelenlétét a házban és személyleírást ad a Lorraine által látott, vörös arcú lényről. Az asszony magyarázata szerint Dalton nem kómába esett, hanem rendelkezik a testelhagyás képességével és álmában a lelke az asztrális síkon utazik (miközben természetfeletti élményeit csupán álmoknak tekinti). A fiú azonban túl messzire barangolt el és lelke elveszett a Reiner által Furthernek, azaz Távolnak nevezett purgatóriumban, ahol a meggyötört holt lelkek tanyáznak. Lélek hiányában Dalton teste kómára emlékeztető állapotba került és a lelkek így felhasználhatják azt, hogy belépjenek az élők világába. Josh szkeptikusan fogadja a magyarázatot, de amikor Dalton rajzain felfedezi az asztrális síkon tett utazások bizonyítékait, megváltozik a véleménye.
Elise szeánszot hajt végre, hogy Daltonnal kommunikáljon. Eközben egy démon rövid időre megszállja a fiú testét és rátámad az egybegyűltekre, de Elise megállítja. Elise azt is felfedi, hogy évtizedek óta ismeri Lorraine-t és annak idején a nyolcéves Joshnak is segített. Josh ugyanis szintén rendelkezett Dalton képességével, de Elise ezt a készségét és az emlékeit is elnyomta, hogy megóvja a fiút egy őt parazitaként megszállni akaró, gonosz öreg női entitástól. Josh képességét azonban Dalton örökölte és jelenleg csupán Josh mentheti meg fiát, azáltal hogy képességeit felébresztve eljut a Távolba. Elise transzállapotba hozza Josht és a férfi asztrális teste eljut régi házukba. A padláson megtámadja az a lény, amely korábban Renai életére is tört, de Josh legyőzi őt. A démon búvóhelyére belépve rátalál a padlóhoz láncolt Daltonra. Kiszabadítja a fiút, de eközben a démon megtámadja őket, mialatt a Távolban lakó lelkek a többi élőt terrorizálják. Szökés közben Josh konfrontálódik az idős női démonnal és hangosan elzavarja őt, mire az eltűnik a sötétségben. Josh és Dalton visszatér a testébe, ezzel látszólag a lelkek is eltűnnek.
Ünneplés közben Elise Joshsal együtt csomagol, de az asszonynak rossz előérzete támad. Josh öreg és piszkos kezeit látva lefotózza a férfit, mire az ezen feldühödve halálra fojtja Elise-t. Renai elborzadva fedezi fel Elise holttestét, majd megtalálja a fényképezőgépet és a legutóbbi felvételt – mely az öreg női démont ábrázolja (utalva arra, hogy Josht megszállta a gonosz lélek). Josh megkocogtatja Renai vállát, aki riadtan hátrafordul

## Szereplők

### Élő személyek
| Színész           | Szerep           | Magyar hang       |
| ----------------- | ---------------- | ----------------- |
| Patrick Wilson    | Josh Lambert     | Dolmány Attila    |
| Josh Feldman      | gyermek Josh     |                   |
| Rose Byrne        | Renai Lambert    | Sipos Eszter Anna |
| Lin Shaye         | Elise Rainier    | Tímár Éva         |
| Ty Simpkins       | Dalton Lambert   | Kerekes Máté      |
| Barbara Hershey   | Lorraine Lambert | Kovács Nóra       |
| Leigh Whannell    | Steven "Specs"   | Czető Ádám        |
| Angus Sampson     | Tucker           | Orosz Gergely     |
| Andrew Astor      | Foster Lambert   | Orbán Hunor       |
| Heather Tocquigny | Kelly nővér      |                   |
| Corbett Tuck      | Adele nővér      | Gulás Fanni       |
| Ruben Pla         | Dr. Sercarz      | Fehérváry Márton  |
| John Henry Binder | Martin atya      |                   |

### Túlvilági entitások
- Joseph Bishara – vörös arcú démon
- J. LaRose – hosszú hajú démon
- Philip Friedman – idős nő
- Kelly Devoto és Corbett Tuck – szellemlányok
- Ben Woolf – táncoló szellemfiú
- Lary Crews – fütyülő szellem
- Jose Prendes – cilinderes férfi
- Caslin Rose – hullarabló / gumiember

## A film készítése
A film Wan részéről egyfajta válaszlépés volt a Fűrész-filmek sikerére. A 2004-ben megjelent első részt Wan rendezte – az Entertainment Weekly interjújában azt nyilatkozta, nagyon büszke erre a filmjére, annak mégis voltak negatív hatásai a karrierjére nézve. Szerinte a Fűrész erőszakossága és véressége miatt a filmszakmában sokan nem akartak együtt dolgozni vele. Részben azért készítette el az Insidious – A testen kívülit, hogy bizonyítsa, képes rémisztő horrorfilmet rendezni gyomorforgató és extrém módon erőszakos jelenetek nélkül is.

## Fogadtatás

### Bevételi adatok
A film a nyitó hétvégén 13,3 millió dolláros bevételt szerzett, ezzel a harmadik helyezést érve el az amerikai jegyeladások terén (a Hopp és Forráskód után). Az 1,5 millió dollárból készült film az Amerikai Egyesült Államokban 54, nemzetközileg 43 millió dollárt termelt, így az összbevétele 97 millió dollár lett.
Az Insidious – A testen kívüli ezzel a 2011-es év legjövedelmezőbb filmjei közé került.

## Kapcsolódó művek

### Folytatás
A film folytatása 2013. szeptember 13-án került az amerikai mozikba, Insidious – A gonosz háza címmel.

### Előzményfilmek
Az Insidious – Gonosz lélek című előzményfilm premierje 2015. június 5-én volt. A film magas bevételt ért el és vegyes kritikai fogadtatást kapott.
Az Insidious – Az utolsó kulcs című második előzményfilmet 2018. január 5-én mutatták be. Az utolsó kulcs szintén jól teljesített a jegyeladások terén, de a kritika mérsékelten fogadta.

## Fordítás
Ez a szócikk részben vagy egészben  az   Insidious (film) című angol Wikipédia-szócikk fordításán alapul.  Az eredeti cikk szerkesztőit annak laptörténete sorolja fel. Ez a jelzés csupán a megfogalmazás eredetét és a szerzői jogokat jelzi, nem szolgál a cikkben szereplő információk forrásmegjelöléseként.